# هسته زمین
بخش مرکزی زمین هسته است. هستهٔ زمین دارای دو بخش است: هسته درونی و هسته بیرونی. هسته داخلی به دلیل فشار بسیار زیاد، جامد و هسته خارجی، مایع است. قطر آن ۲۵۶۰ کیلومتر و دمای آن ۸۰۰ درجه سانتی‌گراد است اما دمای آن می‌تواند در بعضی نقاط هسته به ۶۰۰۰ درجه سانتیگراد هم برسد. یعنی بخش‌هایی از هسته (هسته درونی) گرم‌تر از سطح خورشید هست (سطح خورشید درحدود ۵۵۰۰ درجه سانتیگراد حرارت دارد). فاصله مرکز آن از سطح زمین ۶۳۷۸ کیلومتر است. مواد هسته به علت فشار زیادی که بر آن وارد می‌شود، بسیار انباشته‌تر از سایر پاره زمین است.
هسته بیشتر از آهن و نیکل تشکیل شده است. هسته زمین روی شکل‌گیری میدان مغناطیسی و قطبهای مغناطیسی کره زمین کارساز است. تقریباً ۸۴ درصد هسته را آهن و مابقی را نیکل تشکیل داده است. تا به حال، بشر موفق به وارد شدن به هستهٔ زمین نشده است اما توانسته اطلاعات زیادی با امواج لرزه‌ای در مورد هسته به دست بیاورد. بیشتر جرم زمین را هستهٔ زمین تشکیل داده است.